# Коллективный человек
Коллективный человек (англ. Collective Man, настоящие имена — Сан, Чанг, Хо, Лин и Хан Тао-Ю (англ. 'Sun, Chang, Ho, Lin and Han Tao-Yu) — вымышленный персонаж, китайский супергерой во вселенной Marvel Comics. Коллективный человек — на самом деле личность, разделенная братьями Тао-Ю, ряд пятерняшек. Они обладают мутантской силой сливаться в одно тело, которое по-разному обладает коллективными способностями всех пяти мужчин или всех людей Китая. Братья также делятся психической/духовной связью, которая позволяет им телепатически общаться и телепортироваться к друг другу.

## История публикаций
Коллективный человек впервые появился в Incredible Hulk #250 (Август 1980) и был создан Биллом Мантло и Сэлом Бушемой.
Персонаж впоследствии появляется в Marvel Super-Heroes: Contest of Champions #1-3 (Июнь-Август 1982), Incredible Hulk #279 (Январь 1983), Marvel Comics Presents #55 (1990), X-Force Annual #3 (1994), Citizen V and the V Battalion: The Everlasting #1-3 (Апрель-Июнь 2001), X-Men том 2 #159-160 (Сентябрь-Октябрь 2004), X-Men: The 198 Files #1 (Январь 2006), X-Men том 2 #183 (Апрель 2006), Civil War: X-Men #1 (Сентябрь 2006), #4 (Декабрь 2004), Thunderbolts: International Incident (Апрель 2008).
Коллективный человек получил запись в оригинальном Official Handbook of the Marvel Universe #2 и в All-New Official Handbook of the Marvel Universe A-Z #2 (2006).

## Вымышленная биография персонажа
Пять братьев Тао-Ю родились в Ухане, Китай. Коллективный человек был впервые замечен в конкурсе Гроссмейстера, в котором различные международные супергерои боролись с друг другом за полномочия Гроссмейстера или его неизвестного противника (фактически Смерть). Коллективный человек объединился в команду со Штормом и Трилистником (все по бессознательности полномочий Смерти в конфликте) в сражении против Капитана Америки полномочий Гроссмейстера, Сасквача, Блицкриг; их сражение было закончено, когда Трилистник претендовал на приз.
Некоторое время после конкурса, Коллективный человек боролся с Халком. В какой-то момент сила братьев уменьшилась так, что они обладали только способностями пяти мужчин как Коллективный человек. Позже, когда их начальство в китайских вооруженных силах препятствовало тому, чтобы они посетили свою умирающую мать, Мэри, братья восстали и сражались с богом Хо-Ти, который очевидно работал с правительством. Братья покинули сражение один за другим, чтобы быть со своей умирающей матерью. Брат Тао-Ю Хо остался сражаться с богом, но Хо-Ти, видя сражение, было и грустно и бесполезно, охотно удалился. После того, как братья обнаружили, что Китай плохо обращался с их другими гражданами-мутантами, Коллективный человек был позже замечен как член китайской революционной группы 3-Мир вместе с Нефритовым Драконом и Нювой. Они присоединились к Силе Икс, чтобы сражаться с Освободительным Фронтом Мутанта и националистической китайской Силой.
Позже, Коллективный человек, теперь вернувший полную силу, был мистически изменен павшим богом Мардуком, который стремился использовать силу братьев Тао-Ю, чтобы украсть жизненную энергию каждого человека в Китае, чтобы вернуть свою божественность. Процесс поглощения этой жизненной энергии преобразовал Коллективного человека в недалекого, яростного, гротескного гиганта. Гражданин Ви (Джон Уоткинс III) и его Ви-Батальон сражался с Коллективным человеком с агентом Батальона Золотым огнём, случайно умершим в сражении. Гражданин Ви проколол кожу гиганта, заставив его взорваться и очевидно умереть. Он выжил, возможно благодаря поражению Ви-Батальон Мардука, и братья возвратились к своей нормальной форме, теперь получив способность увеличивать размер при слиянии и создавать дополнительные дублирующие тела. Коллективный человек позже сражался с Людьми Икс от имени китайского правительства, когда герои-мутанты попытались освободить Шена Ксорна от китайского заключения. Было показано, что братья сохранили свою силу после М-Дня. С тех пор они были замечены в институте Ксавьера как часть 198, где они боролись с Бишопом и агентами О*Д*И*Н во время спасения.
Коллективный человек, как часть Народных Сил Обороны, присоединяется к Могущественным Мстителям и другим собранным командам Мстителей в разгроме Неназванного, сосланного короля Нелюдей, стремящегося поработить Землю.
Несколько месяцев спустя, Коллективный человек вторгся в организованную преступную цепь Сан-Франциско, в то время как её защитник, Росомаха был выведен из строя «биооружием» гриппа мутантов, выпущенным как часть сюжетной линии X-Men: Quarantine. Он нанят и был побежден группой «замены» Людей Икс, состоящей из Ангела, Шторма, Искры, Эльфа и Северной звезды.

## Силы и способности
Пять братьев Тао-Ю имеют мутантскую способность мысленно синхронизировать атомы своих тел и сливать себя в единое сверхчеловеческое существо. Только для нескольких братьев возможно слиться в это коллективное существо, однако, они предпочитают сливаться внезапно.
Пока слиты в своё коллективное состояние, братья обладают суммарным итогом своих объединенных физических и умственных возможностей. Коллективный человек способен к дальнейшему увеличению этих черт к обширным уровням, мысленно концентрируясь на изображении миллионов своих соотечественников, магическая способность, предоставленная вавилонским богом Мардуком. Однако, он в состоянии делать это только в течение короткого промежутка времени. Он увеличил свои силы до уровней, достаточных, чтобы физически пересилить Сасквача в бою один на один.
После такого выплеска энергии, Коллективный человек потерял сознание. Отрезок времени, в течение которого он остается без сознания, зависит от степени нагрузки. Если Коллективный человек получает физическую и умственную энергию его соотечественников слишком долго, это может потенциально оказаться фатальным.
Братья также обладают пси/духовной связью, которая позволяет им общаться телепатически и телепортировать к местоположению друг друга. Кроме того, они, как было показано, были прилично квалифицированными мастерами единоборств в пиковом человеческом физическом состоянии.